# Kimi Räikkönen
Kimi-Matias Räikkönen (Espoo, Finska, 17. listopada 1979.) bivši je finski vozač Formule 1, svjetski prvak iz 2007. i rekorder po broju odvoženih utrka u Formuli 1. Od 2010. do 2012. se natjecao u svjetskom prvenstvu u reliju (WRC), nakon čega je objavio da se vraća u Formulu 1 kao vozač momčadi Lotusa.
Godine 2001. ušao u Formulu 1 s timom Sauber-Petronas. Od 2002. natjecao se u timu McLaren-Mercedes, gdje je zamijenio kolegu Finca Miku Häkkinena. U prvenstvima 2003. i 2005. godine završava kao drugi, iza Michaela Schumachera i Fernanda Alonsa. 
Prelaskom u momčad Ferrari 2007. godine Räikkönen je postao najviše plaćeni vozač Formule, a iste sezone osvaja svoj prvi naslov svjetskog prvaka, sa samo jednim bodom prednosti ispred Fernanda Alonsa i Lewisa Hamiltona u jednoj od najneizvjesnijih sezona Formule 1. Timski kolega mu je bio Brazilac Felipe Massa.
20 minuta prije svoje prve F1 Velike nagrade, Räikkönen je bio u krevetu i spavao. Zahvaljujući tome što je smiren, hladan i proračunat, dobio je nadimak "Iceman".

## Karijera

### Sauber - ulazak u F1 (2001.)
Na osnovu rezultata ostvarenih u Formuli Renault, Peter Sauber odlučio je dati Fincu test za momčad Sauber u rujnu 2000. godine. Nakon testova u Jerezu i Barceloni, Raikkonen je potpisao ugovor s dotičnom momčadi za 2001. godinu. Predsjednik FIA-e, Max Mosley, izrazio je zabrinutost zbog Raikkonenovog ulaska u F1 sa samo 23 odvožene utrke u slabijim serijama, ali na kraju je Finac dobio Super Lincencu, te mu je tako dopušten izlazak na prvu utrku u Australiji. 20 minuta prije utrke je spavao i morali su ga buditi, ali svejedno je već na toj utrci osvojio svoj prvi bod.
U svojoj debitantskoj godini s osvojenih 9 bodova, zajedno sa svojim momčadskim kolegom Nickom Heidfeldom, pomogao je Sauberu da ostvari najbolji rezultat ikada – 4. mjesto u poretku konstruktora.

### McLaren (2002. – 2006.)

#### 2002.
Godine 2002. Kimi dolazi u McLaren na mjesto dvostrukog svjetskog prvaka, Mike Häkkinena, koji se povlači iz F1. U svojoj prvoj utrci za novu momčad ostvario je 3. mjesto. Iako je te godine McLaren pretrpio mnoštvo problema s Mercedesovim motorom, Raikkonen je osvojio 24 boda i 4 podija, a došao je i blizu osvajanja svoje prve pobjede na VN Francuske. Sezonu je završio na šestom mjestu, odmah iza tadašnjeg momčadskog kolege, Britanca Davida Coultharda, a McLaren je osvojio 3. mjesto u konstruktorskom poretku.

#### 2003.
Prvu utrku sezone Raikkonen je startao s 15. mjesta. Preuzeo je vodstvo u utrci, ali je zbog pogreške u softveru bolida vozio prebrzo u boksevima i zaradio kaznu. Na kraju je završio na trećem mjestu. U Maleziji je ostvario svoju prvu pobjedu, ujedno i jedinu te sezone, i to sa 7. startne pozicije. Iduća utrka, u Brazilu, zaustavljena je u 55. krugu. Raikkonen je završio 2. iza Giancarla Fisichelle.
Iako su ostale momčadi razvijale svoj bolid, McLaren je i dalje koristio šasiju iz 2002., te tako počeo zaostajati u brzini. Unatoč tomu, Raikkonen je završio 2. u Imoli. Na VN Španjolske napravio je pogrešku u kvalifikacijama, te je morao startati sa začelja. U istoj utrci je bio primoran odustati zbog sudara na samom startu s Antoniom Pizzoniom koji nije uspio startati zbog tehničkih problema.
U idućih nekoliko utrka odlučujuće su bile strategije, više nego čista brzina. Raikkonen je završio 2. u Austriji i u Monaku, gdje je zaostao manje od sekunde za Juanom Pablom Montoyom. U Kanadi je ponovno imao problema u kvalifikacijama, što je rezultiralo 6. mjestom u utrci. Zaostatak za pobjednikom Michaelom Schumacherom bio je veći od minute.
Na VN Europe Raikkonen je osvojio pole position i vodio utrku sve do 25. kruga kada mu je motor zakazao. Njegov najveći rival te sezone, Michael Schumacher, završio je utrku na 5. mjestu i tako povećao svoju prednost u prvenstvu za 4 boda. U Francuskoj je Kimi završio na 4. mjestu, a u Velikoj Britaniji je bio trećeplasirani. Utrku voženu u Njemačkoj nije završio zbog sudara u prvom zavoju s Rubensom Barrichellom i Ralfom Schumacherom. Na idućoj utrci, VN Mađarske, osvojio je 8 bodova završivši na 2. mjestu.
Uoči VN Italije, utvrđena je nepravilnost u Michelinovim gumama koje je koristio McLaren. Michelin je morao dopremiti nove gume i činilo se da su izgubili prednost nad Bridgestoneom koju su imali od početka sezone. McLaren je također objavio da će do kraja 2003. koristiti staru šasiju, MP4-17D, a MP4-18 neće dovoditi u funkciju iako su to ranije najavili. Na VN Italije Raikkonen je osvojio 4. mjesto i izgubio još 5 bodova iza Schumachera.
U SAD-u Raikkonen je u kvalifikacijama osvojio pole position, ali je utrku završio iza Michaela Schumachera na drugom mjestu. Bila je to pretposljednja utrka sezone i Schumacheru je trebao samo još samo jedan bod kako bi osvojio prvenstvo. To je značilo da Raikkonen u zadnjoj utrci mora pobijediti, a Schumacher ne smije osvojiti ni boda, želi li Kimi uzeti naslov. Nakon kvalifikacija završenih na 8. mjestu, Raikkonen je utrku u Japanu završio na 2. mjestu i Schumacher je osvojio svoj 6. naslov svjetskog prvaka. Raikkonen je tako ostao drugoplasirani u ukupnom poretku prvenstva, a McLaren je za dlaku izgubio 2. mjesto u poretku konstruktora. Zaostali su 2 boda iza Williamsa i 12 iza Ferrarija. 2003. bila je jedna od najneizvjesnijih sezona zadnjih godina.

#### 2004.
Sezona je započela osvajanjem samo jednog boda u prvih 7 utrka sezone, prema 60 Michaela Schumachera. Zbog kvarova na bolidu, prvenstveno Mercedesovu motoru, uspio je završiti tek 2 od prvih 7 utrka. U Kanadi je osvojio 5. mjesto unatoč 5 zaustavljanja u boksu, zbog diskvalifikacije Williams-BMW-a i Toyote. Na VN SAD-a završio je 6.
Na VN Francuske, McLaren je izašao s novom šasijom, MP4-19B. Raikkonen je utrku završio na 7. mjestu iza momčadskog kolege Davida Coultharda. U Silverstoneu je uspio osvojiti pole i 2. mjesto na utrci iza Michaela Schumachera. U Njemačkoj je McLaren izborio drugi startni red. Oba vozača su dobro startala, ali je Raikkonen izgubio stražnje krilo u 13. krugu utrke. Na VN Mađarske se kvalificirao kao 10. i ponovno je odustao, i to također u 13. krugu. VN Belgije bila je jedina pobjedonosna utrka te sezone za McLaren. Raikkonen je startao s 10. mjesta i vodstvo preuzeo u 11. krugu utrke. Sljedećeg vikenda na Monzi je ponovno odustao u 13. krugu, ovaj puta zbog problema s elektronikom. Sljedeću utrku u Kini je završio na 3. mjestu, samo 1.4 sekunde iza pobjednika Barrichella.
U Japanu, Raikkonen je utrku završio kao šesti, 2,5 sekunde iza Alonsa. U Brazilu, pretekao je Rubensa Barrichella koji je imao prvu startnu poziciju već prije prvog zavoja. Kasnije se borio s Montoyom za vodstvo i pobjedu, i na kraju završio 2. sa sekundom zaostatka. Sezonu je završio kao sedmi s 45 bodova i 4 podija, sa samo jednim bodom zaostatka iza šestoplasiranog Jarna Trullija.
Unatoč razočaravajućoj sezoni, Raikkonen je ostao jedna od mladih nada sporta, uz Renaultovog Alonsa i Montoyu, momčadskog kolegu od iduće godine u McLarenu. Povezivali su ga s Ferrarijem kao njihovim budućim vozačem. U listopadu 2004., Raikkonen i njegov menadžer Steve Robertson objavili su osnivanje „Raikkonen Robertson Racinga“, tima koji će se natjecati u Formuli 3 2005. godine.

#### 2005.
Raikkonenov početak sezone nije bio savršen. Zbog problema s gumama, najbolja startna pozicija koju je uspio ostvariti u prve tri utrke bilo je šesto mjesto. U prvoj utrci osvojio je tek jedan bod. Sve je izgledalo dobro za osvajanje podija u Maleziji, sve do kvara koji ga je bacio izvan bodova. U Bahrainu je uspio ostvariti prvi podij sezone.
Nakon lošeg početka sezone, Raikkonen je uspio osvojiti 3 pole positiona zaredom, u San Marinu, Barceloni i Monte Carlu. U Imoli ga je zaustavio još jedan u nizu kvarova, ali je na druge dvije utrke uspio pobijediti i smanjiti zaostatak za vodećim u prvenstvu, Alonsom, na 22 boda. Na VN Europe, Raikkonenu je pukao ovjes u posljednjem krugu utrke, dok je bio u vodstvu. Tako je izgubio 10 bodova ispred Alonsa.
Raikkonen je osvojio VN Kanade, uz pomoć Alonsove prve veće pogreške u cijeloj sezoni. Idućeg vikenda na utrku u SAD-u izašle su samo momčadi koje su vozile na Bridgestoneovim gumama, zbog nepravilnosti na onima koje je dobavljao Michelin. Na VN Francuske Raikkonen je dobio kaznu u kvalifikacijama od 10 mjesta unatrag zbog promjene motora koji je zakazao u petak na treningu. Odvozio je krug za 3. mjesto s puno goriva u bolidu (pomaknut je na 13. mjesto na gridu). Na kraju je završio drugi iza Fernanda Alonsa. Tjedan kasnije, još jednom je Mercedesov motor zakazao i Raikkonen je morao startati kao dvanaesti. Utrku je završio na 3. mjestu.
Na VN Njemačke Raikkonen je dominirao cijelog vikenda, ali je u utrci ponovno pretrpio kvar, ovaj put hidraulike. Alonso je pobijedio i povećao svoju prednost za 10 bodova. Raikkonenu je to bilo treće odustajanje iz vodstva u sezoni. U sve 3 utrke, Alonso je preuzeo pobjedu. Tijekom VN Mađarske, iako je govorio da se osjeća dobro u McLarenu, Raikkonen je dao naznaku da bi mogao napustiti momčad nakon 2006. ako se problemi s pouzdanošću ne riješe. Unatoč tomu, prvi je prošao ciljem ispred Michaela Schumachera s uvjerljivom prednošću.
Raikkonen je ostvario impresivan rezultat pobijedivši na VN Mađarske. Naime, imao je najlošiju poziciju u kvalifikacijama. Morao je prvi odvoziti tzv. leteći krug na prašnoj i prljavoj stazi zbog odustajanja tjedan ranije u Njemačkoj. Niti jedan drugi vozač nikada nije uspio pobijediti s takve pozicije. Sistem kvalifikacija te sezone na neki način je kažnjavao one koji su odustali u prijašnjoj utrci. Kasnije se vozila prva VN Turske, a Raikkonen je postao njen prvi pobjednik. 2 tjedna kasnije u Italiji je Kimi ponovno pomaknut za 10 mjesta na gridu zbog promjene motora. S 5 krugova više goriva od Montoye i 6 krugova više od Alonsa, svejedno ih je uspio nadmašiti. Baš kada je izgledalo da je McLaren odabrao dobru strategiju s jednim zaustavljanjem u boksu, Raikkonen je morao još jednom stati zbog problema s gumom, te je tako pao na 12. mjesto. Kasnije se izvrtio dok je na samom rubu lovio trećeplasiranog vozača. Na kraju je završio kao četvrti.
Drugi puta za redom, pobijedio je na VN Belgije na Spa-Francorchampsu. U idućoj utrci u Brazilu, Alonso je osigurao svoj prvi naslov svjetskog prvaka. Završio je treći iza Raikkonena i Montoye. U Japanu, na Suzuki, Raikkonen je vozio najbolju utrku svoje karijere. Osvojio je svoju sedmu pobjedu sezone (i izjednačio se po broju pobjeda s prvakom Alonsom) nakon što je startao tek kao 17. na gridu zbog problema u kvalifikacijama. Utrka nije bila odlučena sve do posljednjeg kruga, kada je Raikkonen pretekao Fisichellu koji je startao 3. i vodio većinu utrke. Novinar Peter Windsor proglasio je isto pretjecanje najboljim potezom utrke.
Raikkonen je primio nagrade F1 Racinga za "vozača godine" i Autosporta za "međunarodnog vozača utrka godine".

#### 2006.
U Bahrainu, Raikkonen je zbog kvarova startao s 22. mjesta, ali uspio se probiti do 3. mjesta iza Fernanda Alonsa i Michaela Schumachera. Iduća utrka bila je Malezija, u kojoj je Red Bull Christiana Kliena udario Raikkonena odmah na startu. Raikkonen nije mogao nastaviti utrku i bio je primoran odustati.
U Australiji, McLaren se poboljšao i Raikkonen je završio drugi sa zaostatkom od 1,8 sekunde. U zadnjim krugovima utrke lovio je Alonsa i postavio najbrži krug utrke. U San Marinu loša strategija i Raikkonenova pogreška u kvalifikacijama (8. mjesto) rezultirale su teškim provlačenjem McLarena kroz promet, dok su Schumacher i Alonso gradili svoju prednost. Na kraju je Raikkonen završio 5. iza svojeg momčadskog kolege Montoye, koji je uspio doći do 3. mjesta. Šef McLarena Ron Dennis krivio je Kimijev nastup na utrci za neuspjeh, jer nisu osvojili niti jedno od prva dva mjesta.
Na VN Španjolske Raikkonen je startao kao deveti, ali je u prvom krugu uspio dovesti svoj McLaren do 5. mjesta. Istu poziciju branio je kroz cijelu utrku i na kraju tako i završio. Nekoliko dana kasnije, priznao je da nije imao nikakve šanse za osvajanje prvenstva te godine. U Monte Carlu, Raikkonen je imao 3. startno mjesto. Završio bi kao 2. iza Alonsa da nije imao problema s bolidom i morao odustati za vrijeme safety cara.
U Velikoj Britaniji Kimi je startao s 2. mjesta, iza Alonsa i ispred Schumachera. Taj poredak držao se sve do drugih ulazaka u boks, kada je Raikkonen pao na 3. mjesto iza Schumachera. Tu poziciju držao je do kraja utrke. Na VN Kanade Raikkonen je uspio osvojiti još jedan podij. U SAD-u ga je iz utrke izbacio momčadski kolega Montoya u sudaru u kojem je sudjelovalo čak 7 bolida. Raikkonen se kvalificirao kao 6. u Francuskoj na Magny-Coursu. Dobio je novog momčadskog kolegu Pedra de la Rosu na mjesto Juan Pabla Montoye koji je napustio McLaren. Kroz cilj je prošao kao peti. Na idućoj utrci, u Njemačkoj, osvojio je pole position. Nakon borbe s Buttonom, završio je utrku na Hockenheimu prvi puta u svojoj karijeri, i to kao treći. Još jedan pole position došao je u Mađarskoj, ali sudar s Vitantonijem Liuzzijem u kišnim uvjetima značio je četvrto odustajanje u sezoni.
Sudar sa Scottom Speedom u prvom zavoju VN Turske doveo je do puknuća gume i oštećenja ovjesa. Nakon ulaska u boks, Raikkonen je završio svoju utrku već u idućem krugu. Na VN Italije osvojio je pole position, sa samo 2 tisućinke prednosti ispred Michaela Schumachera koji se kvalificirao kao drugi. Raikkonen je vodio utrku do prvih ulazaka u boks kada ga je pretekao Schumacher. Ostao je na drugom mjestu do kraja utrke. Na press-konferenciji Schumacher je objavio povlačenje, a kasnije je objavljeno da je upravo Raikkonen vozač koji će doći na njegovo mjesto u Ferrariju sljedeće sezone.
Raikkonen je na VN Kine morao još jednom odustati zbog kvara na motoru. Na zadnje dvije utrke, u Japanu i Brazilu, nije uspio dohvatiti podij. Sezonu, posljednju u kojoj je vozio za McLaren, završio je na 5. mjestu u svjetskom prvenstvu. McLaren nije uspio osvojiti niti jednu pobjedu ove sezone i završili su 3. u poretku konstruktora.

### Ferrari (2007. – 2009. )
Raikkonen je potpisao ugovor s Ferrarijem koji ga je vezao za momčad do kraja 2009. godine. Postao je timski kolega Brazilcu Felipeu Massi. Raikkonen je, s brojem 6 na bolidu, postao najbolje plaćeni vozač u F1.

#### 2007.
Na prvoj utrci u Australiji, Raikkonen je prvi puta u karijeri uspio ostvariti pobjedu s pole positiona s najbržim krugom utrke. Postao je prvi vozač nakon Nigela Mansella 1989. kojemu je uspjelo pobijediti na prvoj utrci s Ferrarijem. Na VN Malezije, McLarenov Lewis Hamilton pretekao ga je na startu utrke. Raikkonen je do kraja ostao iza, te završio treći. U Bahreinu je startao kao treći, ali ga je Alonso pretekao. Uspio je vratiti svoju poziciju i na kraju je prošao ciljem treći. Na VN Španjolske Raikkonen je odustao prvi puta ove sezone nakon 10 krugova utrke, zbog kvara na elektronici. Pao je na 4. mjesto u poretku prvenstva, iza momčadskog kolege Masse. U Monacu je napravio pogrešku u kvalifikacijama. Udario je u zid i slomio prednji desni ovjes. Startao je 16. i utrku završio osmi.
U Kanadi je Raikkonen startao s 4. mjesta, i završio 5. nakon kaotične utrke. Timski kolega Felipe Massa bio je diskvalificiran. Na VN SAD-a, u Indianapolisu, Raikkonen se kvalificirao kao 4. i završio utrku na istoj poziciji. Postavio je i najbrži krug utrke. Nakon Indianapolisa, Raikkonen je za vodećim u prvenstvu, Hamiltonom, zaostajao 26 bodova.
Na VN Francuske Kimi je pretekao Hamiltona na startu i držao drugo mjesto u utrci sve do drugih ulazaka u boks kada je pretekao Brazilca Massu koji je završio kao drugi. To je bila Raikkonenova 11. pobjeda u karijeri, i Ferrarijeva prva dvostruka pobjeda sezone. U Velikoj Britaniji Raikkonen je startao s 2. mjesta, ali je ponovno kroz bokseve uspio preuzeti vodstvo i doći do druge pobjede zaredom, uz najbrži krug. Na Nurburgringu, VN Europe, Raikkonen je osvojio svoj drugi pole position sezone. U prvom krugu počela je padati jaka kiša i izgubio je poziciju. U utrci punoj događanja, uspio je doći do 3. mjesta, ali je morao odustati u 35. krugu zbog kvara na hidraulici.
U Mađarskoj je izborio 4. mjesto na startnom gridu, ali je zbog kažnjavanja Fernanda Alonsa startao treći. Na startu je pretekao Nicka Heidfelda i do kraja utrke vršio pritisak na Lewisa Hamiltona, ali je ostao drugi. Također je još jednom postavio najbrži krug utrke. Na press-konferenciji je izjavio: „Dosađivao sam se iza Hamiltona, htio sam vidjeti koliko brzo mogu ići“.
U Turskoj je Raikkonen startao treći i u prvom zavoju pretekao Hamiltona. Drugo mjesto je držao do kraja utrke. Massa je izašao kao pobjednik i to je bila druga dvostruka pobjeda Ferrarija u sezoni. Na Monzi, Ferrarijevoj domaćoj stazi u Italiji, Raikkonen je imao nesreću u trećem slobodnom treningu prije ulaska u Ascari, što je uzrokovalo probleme s vratom tijekom vikenda. Kvalifikacije, na kojima je ostvario 5. rezultat, i utrku je vozio u rezervnom bolidu. Odmah na startu je pretekao Heidfelda. Nakon odustajanja momčadskog kolege Felipea Masse, stigao je do 3. mjesta sa samo jednim ulaskom u boks. Nakon drugih ulazaka u boks Raikkonen se našao ispred Hamiltona, ali nije mogao obraniti poziciju i Britanac je ubrzo vratio svoju drugu poziciju. 
Na Spa-Francorchampsu, belgijskoj utrci, Raikkonen je u osvojio pole position. Massa je imao zaostatak od samo 17 tisućinki sekunde, a Alonso 97 tisućinki. Nakon čistog starta, Raikkonen je izgradio prednost od 5 sekundi ispred momčadskog kolege i gotovo 20 sekundi ispred McLarenovog dvojca. Došao je do svoje treće uzastopne pobjede na stazi u Belgiji i četvrte pobjede u sezoni, a Massa je ciljem prošao drugi ispred Alonsa i Hamiltona.
U Japanu, na novoj stazi u kalendaru, Fuji, Raikkonen se kvalificirao na treću poziciju iza oba McLarenova vozača. U mokroj utrci u kojoj se čak 19 krugova vozilo pod safety carom, Raikkonen je završio treći iza mladog Renaultovog vozača Heikkija Kovalainena i pobjednika Hamiltona.
Na VN Kine u Šangaju, Raikkonen se kvalificirao kao drugi ispred Masse i iza Hamiltona. Nakon prvih ulazaka u boks, Hamilton je imao problema s gumama neprilagođenim za uvjete na stazi i grainingom, pa ga je Raikkonen uspio preteći. Ubrzo nakon toga je Hamilton odustao i Raikkonen je ostvario petu pobjedu sezone, što je uvelike poboljšalo izglede za osvajanje naslova prije zadnje utrke u Brazilu gdje će biti odlučen prvak. Bodovni zaostatak Raikkonena za Hamiltonom bio je 7 bodova, a za Alonsom 3. Na VN Kine Ferrari je ostvario 200. pobjedu i 600. podij.
Posljednja utrka sezone, koja je ujedno i odlučivala o prvaku, održala se na Interlagosu. Hamiltona su zahvatili problemi s mjenjačem i uspio je doći tek do 7. mjesta. Raikkonen je uz Massinu pomoć pobijedio ispred Španjolca Alonsa i sa 110 bodova osvojio svoj prvi naslov svjetskog prvaka, sa samo jednim bodom prednosti ispred McLarenovih vozača. Ferrari je osvojio konstruktorski naslov, dok je McLaren diskvalificiran iz prvenstva od strane FIA-e.

#### 2008.
Nakon razočaravajućeg prvog tjedna za Ferrari u Australiji, gdje je Raikkonen završio utrku na 8. mjestu (startao je 15. zbog problema u kvalifikacijama), pobijedio je u Maleziji ispred Roberta Kubice i Heikkija Kovalainena. To ga je smjestilo na 2. mjesto u poretku vozača iza Britanca Hamiltona. Njegova pobjeda u Maleziji bila je 5. godišnjica njegove prve pobjede na istoj stazi.
U Bahrainu, Raikkonen je kvalifikacijski trening završio na 4. mjestu. Dobrim startom i pretjecanjima na početku utrke uspio je doći do 2. mjesta i tamo je ostao do kraja, iza svojeg momčadskog kolege Masse. Osvojenim 2. mjestom preuzeo je vodstvo u poretku vozača s 3 boda prednosti.
U zadnjim sekundama uzbudljivih kvalifikacija u Barceloni, Raikkonen je za desetinku sekunde nadmašio vrijeme Fernanda Alonsa koji je odvezao briljantan krug pred domaćom publikom. Time je osvojio 15. pole position u svojoj karijeri i prvi ove sezone. U utrci bez puno pretjecanja, Raikkonen je vodio od početka do kraja što mu je donijelo drugu pobjedu sezone i najbrži krug utrke. Učvrstio je svoje vodstvo u ukupnom poretku (29 bodova). Njegov momčadski kolega Felipe Massa završio je drugi, a Ferrariju je to bila druga dvostruka pobjeda sezone. Nakon ove utrke, Raikkonen je postao najuspješniji finski vozač Formule 1 u pogledu osvojenih bodova, najbržih krugova i podija, pretekavši Miku Häkkinena.
Na kvalifikacijskom treningu za petu utrku sezone u Turskoj Raikkonen je ostvario 4. rezultat, ne odvezavši briljantan krug. Na startu utrke blago se sudario s McLarenom Heikkija Kovalainena, što je uzrokovalo oštećenje prednjeg krila i gubljenje 2 mjesta. Ipak, u Ferrariju su odlučili da krilo neće mijenjati jer bi im to oduzelo previše vremena. Raikkonen je pretjecanjem Kubice kroz bokseve uspio stići do 3. mjesta, iza timskog kolege Masse i Britanca Hamiltona, ali je ostao vodeći u prvenstvu.
Na trećoj utrci na europskom tlu, u Monaku, na ulicama Monte Carla, Raikkonen je za dlaku izgubio pole position od svog momčadskog kolege Masse. Na startu kisne utrke izgubio je poziciju, a ubrzo je zaradio i kaznu prolaska u boks zbog nepažnje s postavljanjem guma prije utrke. Utrka za Kimija nastavila se razvijati u krivom pravcu, uz proklizavanja, izlijetanje i polomljeno prednje krilo. Par krugova prije kraja izgubio je kontrolu nad automobilom i još jednom ga oštetio udarivši u vozača Force Indie, Adriana Sutila. To je za Raikkonena značilo gubljenje 5. pozicije i pad u poretku na 9. mjesto koje ne donosi niti jedan bod. Kvar na Sutilovom bolidu bio je prevelik da bi mogao odvoziti do kraja. Iz kaotične utrke pune događanja kao pobjednik izašao je Lewis Hamilton, koji je od Raikkonena preuzeo vodece mjesto u prvenstvu, a mjesto na postolju osvojili su jos Robert Kubica i Felipe Massa.
Utrka u Kanadi nije bila sretna za Raikkonena. U kvalifikacijama je imao problema s prianjanjem bolida, što ga je koštalo prvog reda i završio je na 3. mjestu. Na startu utrke je zadržao poziciju iza Kubice i Hamiltona. Kasnije je Adrian Sutil parkirao svoj bolid na nezgodnom mjestu pa je morao izaći sigurnosni automobil. Raikkonen je s nadolijevanjem goriva bio gotov prije Hamiltona i izašao je u pit lane usporedno s Kubicom. Dvojica vozača stala su na semaforu na izlasku iz pit lanea čekajući zeleno svjetlo koje bi im odobrilo nastavak utrke, ali Lewis Hamilton nije usporio i trenutak kasnije zabio se u stražnji kraj Kimijeva bolida. Utrka je bila gotova za obojicu, a Kubica je iskoristio njihovu nesreću i uzeo prvu pobjedu karijere.
Startavši s pole positiona drugi put ove sezone na Velikoj nagradi Francuske, Raikkonen je poveo utrku i vodio sve dok nije došlo do problema s auspuhom na njegovom bolidu. Vremena njegovih krugova postajala su sve lošija i morao je propustiti svog momčadskog kolegu na prvo mjesto. Unatoč kvaru, uspio je do kraja utrke voziti na 2. mjestu zahvaljujući prednosti koju je izgradio ispred Talijana Jarna Trullija u prvoj polovici utrke. Također je odvozio i 5. uzastopni najbrži krug (isti rekord drži Michael Schumacher) i 30. u karijeri, što ga je po broju najbržih krugova izjednačilo s Nigelom Mansellom.

#### 2009.
Ovo je bila jedna od težih sezona za Kimija Räikkönena, a vrlo sigurno i jedna od najneugodnijih. Ferrari je nekonkurentan i Räikkönen svoje prve bodove osvaja u četvroj utci sezone koja se vozila u Bahreinu. U Monaku konačno ostvaruje postolje i treće mjesto, da bi samo utrku kasnije ponovno završio na devetom mjestu (VN Turske).
Nastavlja se niz slabih rezultata i odustajanje sve do VN Mađarske, kada je Kimi utrku završio na drugom mjestu. Za Finca je to bila apsolutno prekretnica sezone. Njegov timski kolega, Felipe Massa, doživio je stravičnu nesreću za vrijeme kvalifikacija kada je otpao dio s bolida Brawn-Mercedesa i pogodio ga u glavu pri 300 km/h. Brazilac zbog ozljeda nije mogao nastaviti voziti do kraja sezone, a Kimi je u nekonkurentnom Ferrariju uz Lewisa Hamiltona bio najbolji vozač u drugom dijelu sezone.
Nakon drugog mjesta u Mađarskoj, slijedi Europa gdje Kimi ponovno osvaja postolje, ovaj put treće mjesto. Dolazi Belgija gdje je Kimi prije toga slavio 3 puta (2004., 2005. i 2007.). Iako su šanse bile minimalne, Räikkönen je fenomenalnom vožnjom izvukao maksimalno iz bolida, startavši sa šeste pozicije, prestigao je vodećeg Fisichelu (Force India) i pobijedio sa samo 0,9 sekundi prednosti. Iz Ferrarija su nakon utrke priznali da ni sami ne znaju kako je uspio, te su ga nazvali: "The king of SPA".
Odmah nakon te utrke, Fisichella je zamijenio nekonkurentnog Badoera u Ferrariju i priznao da ni sam ne zna kako Kimi uspjeva voziti taj Ferrari. Fisichella je odvozio do kraja sezone kao drugi vozač Ferrarija, ali nije uspio biti ni blizu Räikkönenu.
Na VN Italije, Kimi ponovno osvaja postolje i treće mjesto, zahvaljujući Hamiltonu koji je pogriješio u zadnjem krugu te tako razveselio sve ferrarijeve navijače. Pojavile su se špekulacije da Ferrari želi otpustiti Räikkönena kako bi doveli Fernanda Alonsa u momčad. Iako je Räikkönen uporno tvrdio da on ostaje u momčadi i 2010. godine, zbližavanje na postolju na VN Italije s navijačima dalo je naslutiti da ima istine u špekulacijama.
Räikkönen u Singapuru ne osvaja niti jedan bod, u Japanu je četvrti, a u Brazilu šesti. U Abu Dhabiju Kimi vozi svoju posljednju utrku za Ferrari i osvaja daleko dvanaesto mjesto. Vijest da Alonso dolazi u momčad Ferrarija bila je sigurno vijest sezone, a Räikkönen je izbačen. Unatoč nekonkurentnom Ferrariju, Räikkönen je uz Hamiltona u drugom dijelu sezone osvojio najviše bodova, a sezonu je završio na šestom mjestu. Iz Ferrarija nikada nisu rekli niti jednu lošu riječ protiv Räikkönena, ali nikada nisu dali točne razloge zašto su ga smijenili. Na kraju se ispostavilo da je razlog vrlo vjerojatno bio loš odnos predsjednika Ferrarija, Luce di Montezemola i Kimija Räikkönena.
Očekuje se Kimijeva odluka o tome gdje će voziti iduće sezone. Bio je povezivan s puno momčadi, posebno sa svojom bivšom momčadi, McLarenom. Bilo je gotovo sigurno da će Räikkönen ponovno voziti za McLaren, ali pregovori su propali. Räikkönen objavljuje šokantnu vijest i povlači se iz Formule 1.

### Lotus (2012. – 2013.)

#### 2012.
Nakon što je proveo dvije godine u odsutnosti od Formule 1, Kimi objavljuje povratak u najbrži cirkus na svijetu s Lotusom. Mnogi su bili skeptični i smatrali da je momčad Lotusa pogriješila i previše riskirala kada su primili Finca u svoju momčad.
Kimi ih je sve ušutkao već u prvoj utrci koja se vozila u Australiji, kada je startavši s dalekog 18.mjesta, utrku završio na sedmom mjestu. Slijedi Malezija gdje je Räikkönen peti, u Kini je s druge pozicije u dva kruga uspio pasti na 14. mjesto zbog degradacije guma. 
Dolazi VN Bahreina gdje Kimi pokazuje nevjerojatnu formu nakon što je odvozio samo tri utrke od povratka u F1. Startao je s 11. pozicije, sjajnom formom se probio sve do drugog mjesta, ali nažalost, nije uspio proći pored Vettela i pobijediti. To je bila utrka nakon koje više nitko nije ni spomenuo povratak Kimija kao pogrešnom odlukom.
U Španjolskoj ponovno osvaja postolje i treće mjesto. Utrke u Monaku i Kanadi su bile nešto teže za Finca, a za to vrijeme Grosjean je stalno brži od njega u kvalifikacijama. Dolaze kritike sa svih strana, ali već iduću utrku koja se vozila u Europi, Kimi je ponovno na postolju i osvaja drugo mjesto. 
Utrka u Velikoj Britaniji nije bila najbolja za momčad Lotusa, ali je Kimi ostvario peto mjesto. U Njemačkoj vozi još jednu fantastičnu utrku i startavši s desetog mjesta ponovno osvaja postolje završivši na trećem mjestu.
Iako ga nitko nije doživljavao kao prijetnju, Räikkönen se konstantno drži uz vodeće u poretku i u otvorenoj je borbi za naslov. U Mađarskoj još jednom vozi odličnu utrku i sjajnom taktikom i vozačim umijećem, utrku završava na drugom mjestu. Tokom vikenda se pojavila vijest da je Ferrari zainteresiran za Räikkönena i ono što je zapravo najzanimljivije je to što niti jedna strana nije demantirala moguće pregovore. Kimi hvali momčad Ferrarija, ali napominje da je sretan u Lotusu.
Nakon duge ljetne stanke od četiri tjedna, stigla je i VN Belgije. Kimi je, naravno, bio glavni favorit za pobjedu nakon sjajnih rezultata u sezoni, ali i zato što je na toj stazi uspio pobijediti i u nekonkuretnom bolidu. Lotus ne pokazuje dobru formu na stazi i bolidu fali brzine. Svejedno, Räikkönen je svojim vozačkim vještinama sjajnim pretjecanjem M. Schumachera kroz Eau Rouge izborio treće mjesto. 
U Italiji Lotus pokazuje još slabiju formu, ali Kimi opet ne odustaje od borbe i osvaja peto mjesto.
Kimi Räikkönen još uvijek nije pobijedio, ali se trenutno nalazi na trećem mjestu u poretku vozača sa 141 bodom. Ispred njega je Lewis Hamilton sa samo bodom prednosti, dok je vodeći Alonso ipak udaljen za 38 bodova. Činjenica koju sada nitko ne može pobiti je ta da je Räikkönen sada jedini vozač koji je ove sezone uspio odvoziti sve krugove u utrkama. 
U tijeku je VN Singapura na kojoj će se znati daljnji rasplet prvenstva, ali ono što je još zanimljivije je to da će Lotus možda izgubiti Finca. Iako tvrde da će Kimi ostati u momčadi, on to još uvijek nije potvrdio i priznao je da ima nekoliko opcija. McLarov šef, Marthin Whitmarsh, nikad nije krio da je Kimijev obožavatelj i istaknuo je to još jednom uoči VN Singapura. Vrlo je izgledno da će sve presuditi odluka koju donese Lewis Hamilton - ako napusti McLaren, vrlo izgledno je da će se Kimi tamo vratiti, u suprotnom, Räikkönen će ostati u Lotusu. Ono što Lotusu nikako ne ide u korist je činjenica da su od VN Belgije počeli konstatno padati u formi, a vikend u Singapuru izgleda da bi mogao biti još jedna teška utrka

### Povratak u Ferrari (2014. – 2018.)
11. rujna 2013., potvrđeno je da je Räikkönen pristao na ugovor za 2 godine u Ferrariju (s kojim je osvojio Svjetsku Titulu Prvaka 2007. godine), počevši od 2014. 

#### 2014.
U 2014. godini je došlo do promjene u pravilniku Formule 1 koje je dozvoljavalo vozačima da izaberu broj po volji, međutim Räikkönen je odlučio zadržati svoj broj #7 koji je koristio u Lotusu prošle sezone "To je broj koji sam već imao prošle godine, nisam vidio razlog za promjenu.".
Nakon većinom razočaravajuće polovice sezone, Finac je uspio se vratiti u formu nakon ljetne pauze u Belgiji, gdje je dobra strategija i niz najbržih krugova donijela mu četvrto mjesto, njegov najbolji rezultat sezone. I to je također bio prvi put da je Finac završio iznad Fernanda Alonsa u utrci u 2014. Finac je završio sezonu na niskoj 12. poziciji u prvenstvu vozača, i prvi put nakon svoje prve sezone, nije završio na podiju. Finac je imao veliki sudar za vrijeme Nagrade Velike Britanije, sila izmjerena s čak 47g0 (460 m/s2). Osim male boli u rebrima, Finac nije imao niti jedne druge modrice i bio je spreman za sljedeću utrku. 
Räikkönen je ostao s Ferrarijem u 2015. sezoni, s novim timskim kolegom i bivšim svjetskim prvakom Sebastianom Vettelom koji je došao nakon što je Alonso najavio svoj odlazak iz Scuderije.

#### 2015.
Raikkonen se morao povući iz prve utrke sezone u Australiji zbog otpadanja kotača nakon obavljenog boksa. Nakon tog neuspjeha, on se oporavio i završio četvrti u Maleziji i Kini. Drugi problem u boksu zadesio je Raikkonena tijekom treninga za Veliku Nagradu Bahreina nakon što je bio kažnjen zbog "potencijalno opasnog poteza" od strane sudaca, nakon što je izbjegavao stojeće auto u neoznačenom području.
Dana 19. kolovoza Ferrari je objavio da je Finac obnovio svoj ugovor s ekipom za 2016. sezonu. Raikkonen je rekao da je njegova životna želja produžena i potvrdio je da je htio da Ferrari bude ekipa u kojoj će završiti karijeru u Formuli 1.

## Privatni život
Raikkonen je oženjen za bivšu Miss Skandinavije i model Jenni Dahlman od 31. srpnja 2004. Njegov stariji brat Rami također je vozač automobilističkih utrka u nižim serijama. Jedan od Kimijevih hobija je hokej na ledu, a sudjeluje i u raznim moto-utrkama izvan Formule 1, i to pod pseudonimom „James Hunt“. Stanuje u Švicarskoj, u mjestu Baar.

### Sažetak karijere
| Godina | Kategorija                                  | Momčad                        | Utrke | Prva startna mjesta | Pobjede | Bodovi | Poredak |
| ------ | ------------------------------------------- | ----------------------------- | ----- | ------------------- | ------- | ------ | ------- |
| 1999.  | European Formula Ford                       | ?                             | 2     | ?                   | ?       | ?      | 5.      |
| 1999.  | Formula Ford Festival                       | Continental Racing Van Diemen | 1     | -                   | -       | –      | NC      |
| 1999.  | Formula Renault 2000 UK Winter Championship | Manor Motorsport              | 4     | ?                   | 4       | ?      | 1.      |
| 1999.  | Formula Renault 2000 UK                     | Haywood Racing                | 4     | -                   | -       | ?      | ?       |
| 2000.  | Formula Renault 2000 Eurocup                | Manor Motorsport              | 2     | 2                   | 2       | 62     | 7.      |
| 2000.  | Formula Renault 2000 UK                     | Manor Motorsport              | 10    | 6                   | 7       | 316    | 1.      |
| 2001.  | Formula 1                                   | Red Bull Sauber Petronas      | 17    | 0                   | 0       | 9      | 10.     |
| 2002.  | Formula 1                                   | West McLaren Mercedes         | 17    | 0                   | 0       | 24     | 6.      |
| 2003.  | Formula 1                                   | West McLaren Mercedes         | 16    | 2                   | 1       | 91     | 2.      |
| 2004.  | Formula 1                                   | West McLaren Mercedes         | 18    | 1                   | 1       | 45     | 7.      |
| 2005.  | Formula 1                                   | Team McLaren Mercedes         | 19    | 5                   | 7       | 112    | 2.      |
| 2006.  | Formula 1                                   | Team McLaren Mercedes         | 18    | 3                   | 0       | 65     | 5.      |
| 2007.  | Formula 1                                   | Scuderia Ferrari Marlboro     | 17    | 3                   | 6       | 110    | 1.      |
| 2008.  | Formula 1                                   | Scuderia Ferrari Marlboro     | 18    | 2                   | 2       | 75     | 3.      |
| 2009.  | Formula 1                                   | Scuderia Ferrari Marlboro     | 17    | 0                   | 1       | 48     | 6.      |
| 2010.  | World Rally Championship                    | Citroën Junior Team           | 11    | -                   | -       | 25     | 10.     |
| 2011.  | World Rally Championship                    | Ice 1 Racing                  | 9     | -                   | -       | 34     | 10.     |
| 2012.  | Formula 1                                   | Lotus F1 Team                 | 20    | 0                   | 1       | 207    | 3.      |
| 2013.  | Formula 1                                   | Lotus F1 Team                 | 19    | 0                   | 1       | 183    | 5.      |
| 2014.  | Formula 1                                   | Scuderia Ferrari              | 19    | 0                   | 0       | 55     | 12.     |
| 2015.  | Formula 1                                   | Scuderia Ferrari              | 19    | 0                   | 0       | 150    | 4.      |
| 2016.  | Formula 1                                   | Scuderia Ferrari              | 21    | 0                   | 0       | 186    | 6.      |
| 2017.  | Formula 1                                   | Scuderia Ferrari              | 20    | 1                   | 0       | 205    | 4.      |
| 2018.  | Formula 1                                   | Scuderia Ferrari              | 21    | 1                   | 1       | 251    | 3.      |
| 2019.  | Formula 1                                   | Alfa Romeo Racing             | 21    | 0                   | 0       | 43     | 12.     |
| 2020.  | Formula 1                                   | Alfa Romeo Racing Orlen       | 17    | 0                   | 0       | 4      | 16.     |
| 2021.  | Formula 1                                   | Alfa Romeo Racing Orlen       | 21    | 0                   | 0       | 10     | 16.     |

### Potpuni popis rezultata u F1
(legenda) (Utrke označene debelim slovima označuju najbolju startnu poziciju) (Utrke označene kosim slovima označuju najbrži krug utrke)
| Godina                                                                | Momčad                    | Šasija          | Motor                      | Gume | 1.      | 2.      | 3.      | 4.      | 5.      | 6.      | 7.      | 8.      | 9.      | 10.     | 11.     | 12.     | 13.     | 14.     | 15.     | 16.     | 17.     | 18.   | 19.    | 20.    | Bodovi | Poredak |
| --------------------------------------------------------------------- | ------------------------- | --------------- | -------------------------- | ---- | ------- | ------- | ------- | ------- | ------- | ------- | ------- | ------- | ------- | ------- | ------- | ------- | ------- | ------- | ------- | ------- | ------- | ----- | ------ | ------ | ------ | ------- |
| 2001.                                                                 | Red Bull Sauber Petronas  | Sauber C20      | Petronas 01A 3.0 V10       | B    | AUS 6   | MAL Ret | BRA Ret | SMR Ret | ŠPA 8   | AUT 4   | MON 10  | KAN 4   | EUR 10  | FRA 7   | VBR 5   | NJE Ret | MAĐ 7   | BEL Ret | ITA 7   | SAD Ret | JAP Ret |       |        |        | 9      | 10.     |
| 2002.                                                                 | West McLaren Mercedes     | McLaren MP4-17  | Mercedes FO 110M 3.0 V10   | M    | AUS 3   | MAL Ret | BRA 12  | SMR Ret | ŠPA Ret | AUT Ret | MON Ret | KAN 4   | EUR 3   | VBR Ret | FRA 2   | NJE Ret | MAĐ 4   | BEL Ret | ITA Ret | SAD Ret | JAP 3   |       |        |        | 24     | 6.      |
| 2003.                                                                 | West McLaren Mercedes     | McLaren MP4-17D | Mercedes FO 110M/P 3.0 V10 | M    | AUS 3   | MAL 1   | BRA 2   | SMR 2   | ESP Ret | AUT 2   | MON 2   | CAN 6   | EUR Ret | FRA 4   | GBR 3   | GER Ret | HUN 2   | ITA 4   | USA 2   | JPN 2   |         |       |        |        | 91     | 2.      |
| 2004.                                                                 | West McLaren Mercedes     | McLaren MP4-19  | Mercedes FO 110Q 3.0 V10   | M    | AUS Ret | MAL Ret | BHR Ret | SMR 8   | ŠPA 11  | MON Ret | EUR Ret | KAN 5   | SAD 6   |         |         |         |         |         |         |         |         |       |        |        | 45     | 7.      |
| 2004.                                                                 | West McLaren Mercedes     | McLaren MP4-19B | Mercedes FO 110Q 3.0 V10   | M    |         |         |         |         |         |         |         |         |         | FRA 7   | VBR 2   | NJE Ret | MAĐ Ret | BEL 1   | ITA Ret | KIN 3   | JAP 6   | BRA 2 |        |        | 45     | 7.      |
| 2005.                                                                 | Team McLaren Mercedes     | McLaren MP4-20  | Mercedes FO 110R 3.0 V10   | M    | AUS 8   | MAL 9   | BHR 3   | SMR Ret | ŠPA 1   | MON 1   | EUR 11  | KAN 1   | SAD DNS | FRA 2   | VBR 3   | NJE Ret | MAĐ 1   | TUR 1   | ITA 4   | BEL 1   | BRA 2   | JAP 1 | KIN 2  |        | 112    | 2.      |
| 2006.                                                                 | Team McLaren Mercedes     | McLaren MP4-21  | Mercedes FO 108S 2.4 V8    | M    | BHR 3   | MAL Ret | AUS 2   | SMR 5   | EUR 4   | ŠPA 5   | MON Ret | VBR 3   | KAN 3   | SAD Ret | FRA 5   | NJE 3   | MAĐ Ret | TUR Ret | ITA 2   | KIN Ret | JAP 5   | BRA 5 |        |        | 65     | 5.      |
| 2007.                                                                 | Scuderia Ferrari Marlboro | Ferrari F2007   | Ferrari 056 2.4 V8         | B    | AUS 1   | MAL 3   | BHR 3   | ŠPA Ret | MON 8   | KAN 5   | SAD 4   | FRA 1   | VBR 1   | EUR Ret | MAĐ 2   | TUR 2   | ITA 3   | BEL 1   | JAP 3   | KIN 1   | BRA 1   |       |        |        | 110    | 1.      |
| 2008.                                                                 | Scuderia Ferrari Marlboro | Ferrari F2008   | Ferrari 056 2.4 V8         | B    | AUS 8   | MAL 1   | BHR 2   | ŠPA 1   | TUR 3   | MON 9   | KAN Ret | FRA 2   | VBR 4   | NJE 6   | MAĐ 3   | EUR Ret | BEL 18  | ITA 9   | SIN 15  | JAP 3   | KIN 3   | BRA 3 |        |        | 75     | 3.      |
| 2009.                                                                 | Scuderia Ferrari Marlboro | Ferrari F60     | Ferrari 056 2.4 V8         | B    | AUS 15  | MAL 14  | KIN 10  | BHR 6   | ŠPA Ret | MON 3   | TUR 9   | VBR 8   | NJE Ret | MAĐ 2   | EUR 3   | BEL 1   | ITA 3   | SIN 10  | JAP 4   | BRA 6   | ABU 12  |       |        |        | 48     | 6.      |
| U sezonama 2010. i 2011. god. Räikkönen se nije natjecao u Formuli 1. |                           |                 |                            |      |         |         |         |         |         |         |         |         |         |         |         |         |         |         |         |         |         |       |        |        |        |         |
| 2012.                                                                 | Lotus F1 Team             | Lotus E20       | Renault RS27-2012 2.4 V8   | P    | AUS 7   | MAL 5   | KIN 14  | BHR 2   | ŠPA 3   | MON 9   | KAN 8   | EUR 2   | VBR 5   | NJE 3   | MAĐ 2   | BEL 3   | ITA 5   | SIN 6   | JAP 6   | KOR 5   | IND 7   | ABU 1 | SAD 6  | BRA 10 | 207    | 3.      |
| 2013.                                                                 | Lotus F1 Team             | Lotus E21       | Renault RS27-2012 2.4 V8   | P    | AUS 1   | MAL 7   | KIN 2   | BHR 2   | ŠPA 2   | MON 10  | KAN 9   | VBR 5   | NJE 2   | MAĐ 2   | BEL Ret | ITA 11  | SIN 3   | KOR 2   | JAP 5   | IND 7   | ABU Ret | SAD   | BRA    |        | 183    | 5.      |
| 2014.                                                                 | Scuderia Ferrari          | Ferrari F14 T   | Ferrari 059/3 1.6 V6t      | P    | AUS 7   | MAL 12  | BHR 10  | KIN 8   | ŠPA 7   | MON 12  | KAN 10  | AUT 10  | VBR Ret | NJE 11  | MAĐ 6   | BEL 4   | ITA 9   | SIN 8   | JAP 12  | RUS 9   | SAD 13  | BRA 7 | ABU 10 |        | 55     | 12.     |
| 2015.                                                                 | Scuderia Ferrari          | Ferrari SF15-T  | Ferrari 059/3 1.6 V6t      | P    | AUS Ret | MAL 4   | KIN 4   | BHR 2   | ŠPA 5   | MON 6   | KAN 4   | AUT Ret | VBR 8   | MAĐ Ret | BEL 7   | ITA 5   | SIN 3   | JAP 4   | RUS     | SAD     | MEX     | BRA   | ABU    |        | 119    | 4.*     |

### Rekordi i postignuća u F1
- Raikkonen dijeli rekord od 7 pobjeda u sezoni bez osvajanja naslova prvaka iz 2005. godine s četverostrukim prvakom Alainom Prostom (1984. i 1988.), te Michaelom Schumacherom (2006.)
- 2005. godine je postavio 10 najbržih krugova i izjednačio se sa Schumacherovim rekordom iz 2004.
- Trenutno je na 2. mjestu u poretku s ukupno ostvarenih najbržih krugova (42) svih vremena, ispred njega je samo Michael Schumacher (77).
- Prvi je vozač koji je ostvario pobjedu u debitantskoj utrci s Ferrarijem od Nigela Mansella 1989. i prvi koji je pobijedio s pole positiona i ostvario najbrži krug na istom debiju, od Juana Manuela Fangia.
- Na VN Kine 2007. pomogao je Ferrariju osvojiti 200. pobjedu i 600. podij (s Felipeom Massom na 3. mjestu)
- Raikkonenov pole position na VN Francuske 2008. bio je 200. za njegovu momčad, Ferrari
- Raikkonen je drugi vozač u povijesti koji je osvojio prvenstvo, a prije posljednje utrke je bio 3. u poretku. Prvi kojemu je to uspjelo bio je Giuseppe Farina koji je pobijedio Juana Manuela Fangia i Luigija Fagiolija (1950.)
- Raikkonen je treći vozač Ferrarija, nakon Fangia i Schecktera, koji je osvojio naslov u prvoj sezoni s momčadi.
- Treći je finski vozač koji je osvojio naslov prvaka, poslije Kekea Rosberga i Mike Häkkinena, ali i najuspješniji Finac u pogledu osvojenih bodova, utrka završenih na podiju i najbržih krugova utrke.
- Raikkonen je oborio Schumacherov rekord (24) te postao vozač koji je odvozio 27 utrka u nizu bez odustajanja u bodovima. (VN Bahreina 2012. – VN Mađarske 2013.)